# Francesco Datini
Francesco di Marco Datini (Prato, intorno al 1335 – Prato, 16 agosto 1410) è stato un mercante italiano, detto spesso il Mercante di Prato.

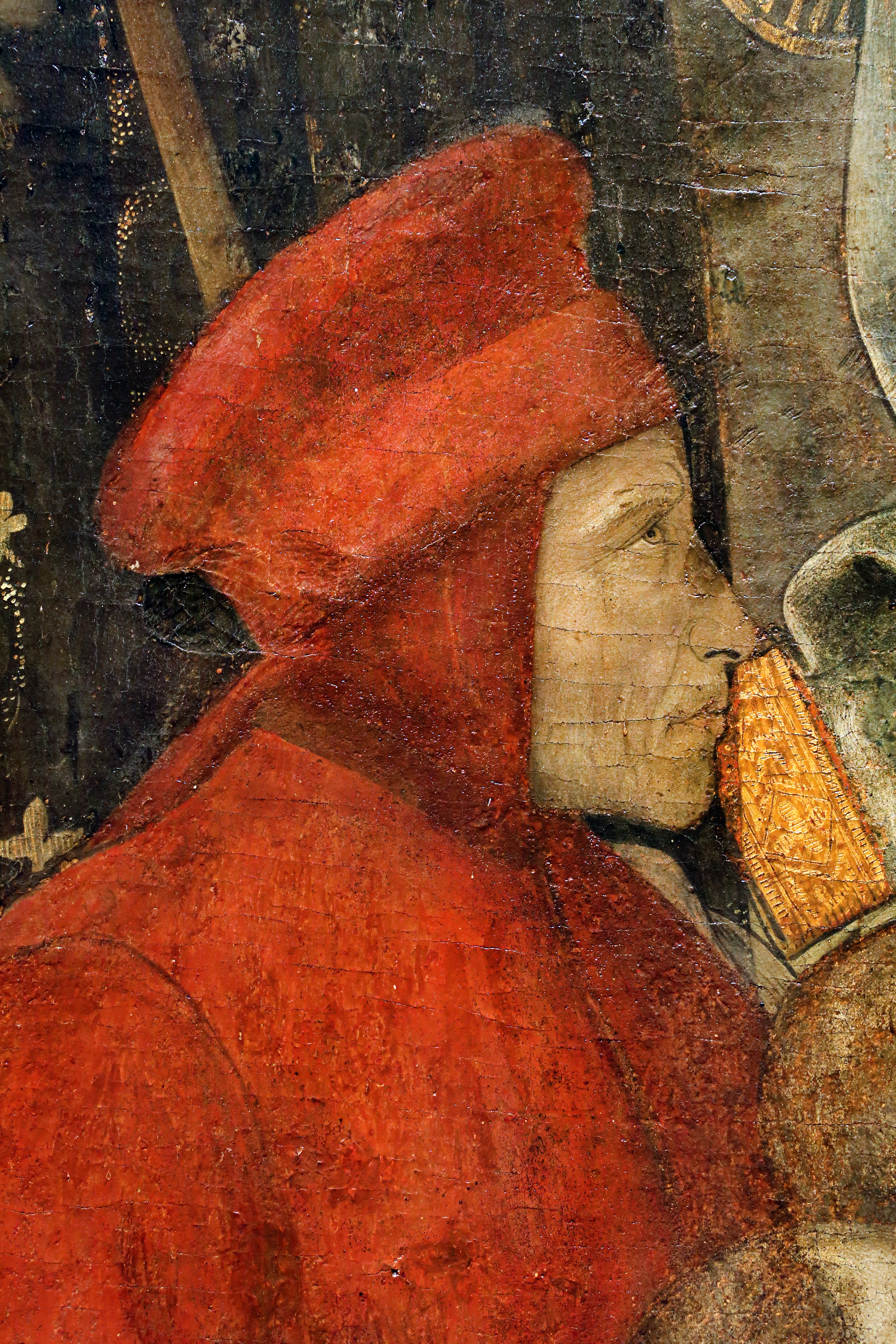
Ritratto di Francesco Datini nella Madonna del Ceppo di Filippo Lippi

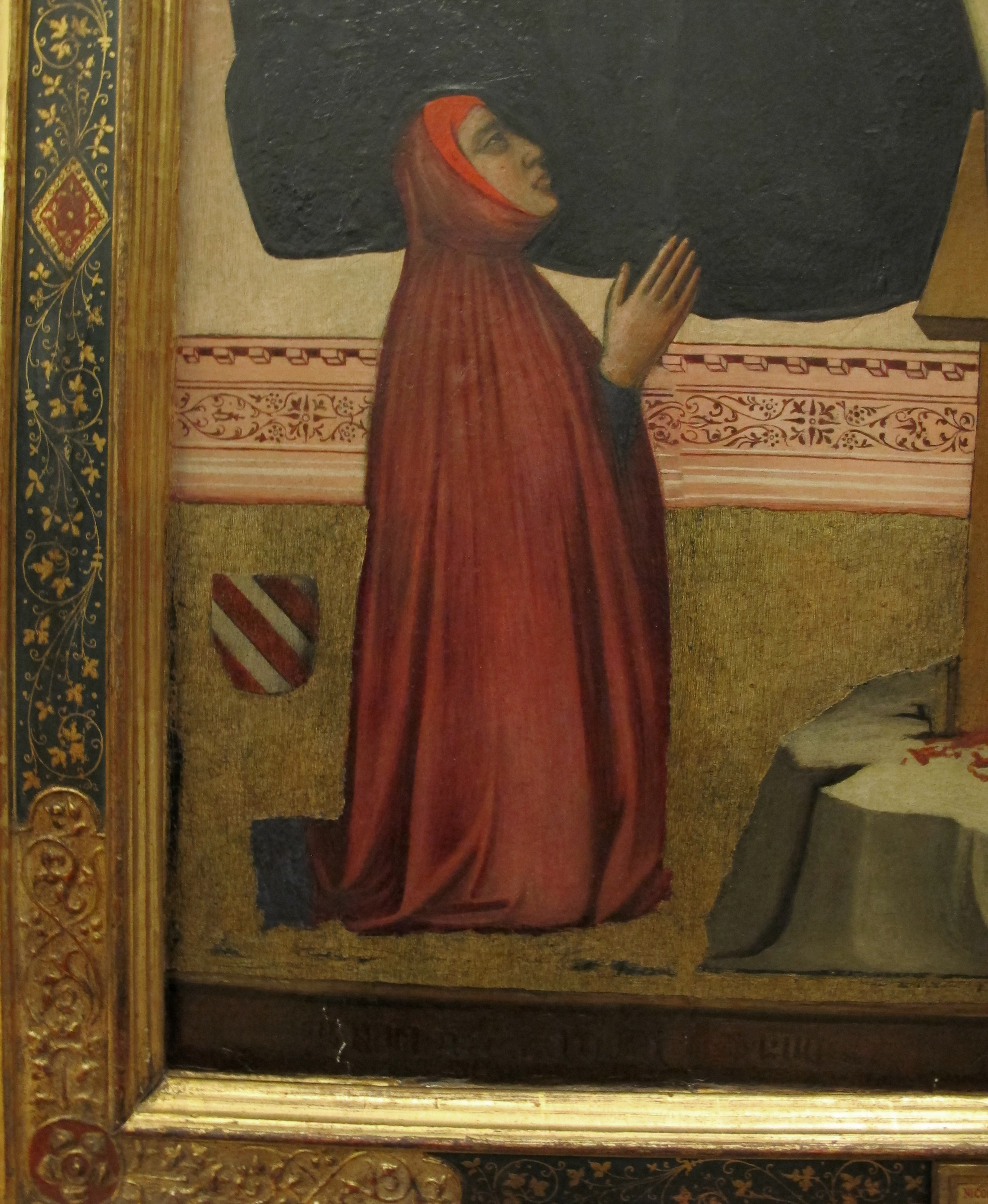
Francesco Datini nella Trinità di Niccolò Gerini oggi ai Musei Capitolini

La sua importanza è legata al ricchissimo archivio di lettere e registri da lui lasciato e ritrovato nel XIX secolo in una stanza segreta del suo Palazzo e che oggi consente di analizzare compiutamente la vita e gli affari di un mercante operante nella seconda metà del XIV secolo.
A causa del notevole numero di lettere di cambio presente in tale archivio, egli è generalmente ritenuto l'inventore della Cambiale; secondo alcuni studiosi del periodo storico in cui visse, risulterebbe invece più corretto riconoscergli un largo uso, unico per l'epoca e quindi moderno, della lettera di cambio, piuttosto che attribuirgliene l'invenzione vera e propria, dal momento che essa era utilizzata già nei secoli addietro (si pensi all'uso che ne facevano gli ordini religiosi cavallereschi). A questo proposito, molti ritengono che la lettera di cambio fosse l'antenata della cambiale: in realtà tale lettera permetteva al possessore di ricevere, presso una banca designata sulla lettera, l'equivalente della somma indicata nella lettera. Tale funzione si addice più propriamente ad un assegno.
A Francesco Datini è inoltre attribuita l'invenzione del sistema di aziende e nella sua corrispondenza appare il segno della @ commerciale, volgarmente definita come chiocciola (segno).

## Biografia

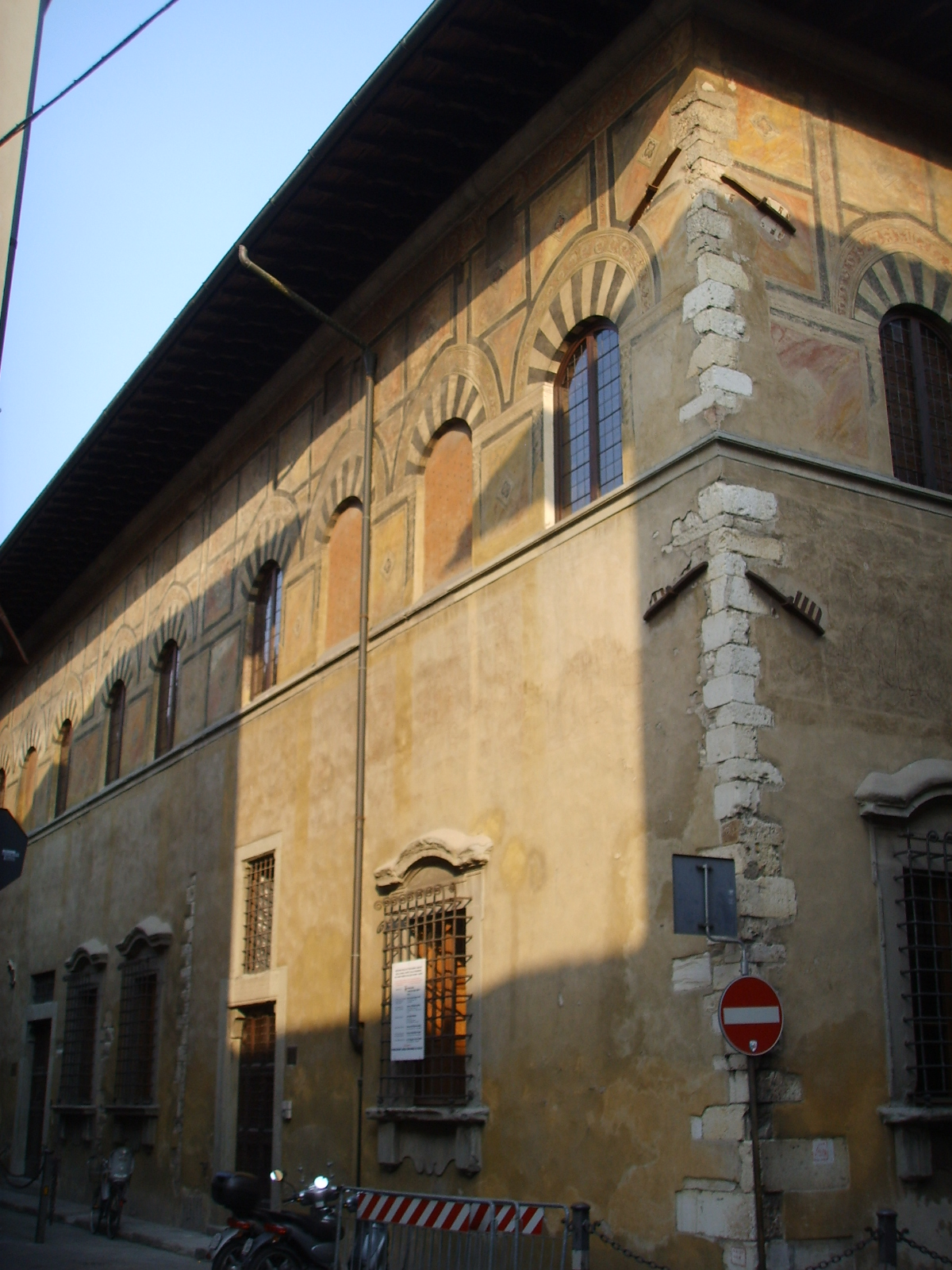
Palazzo Datini a Prato

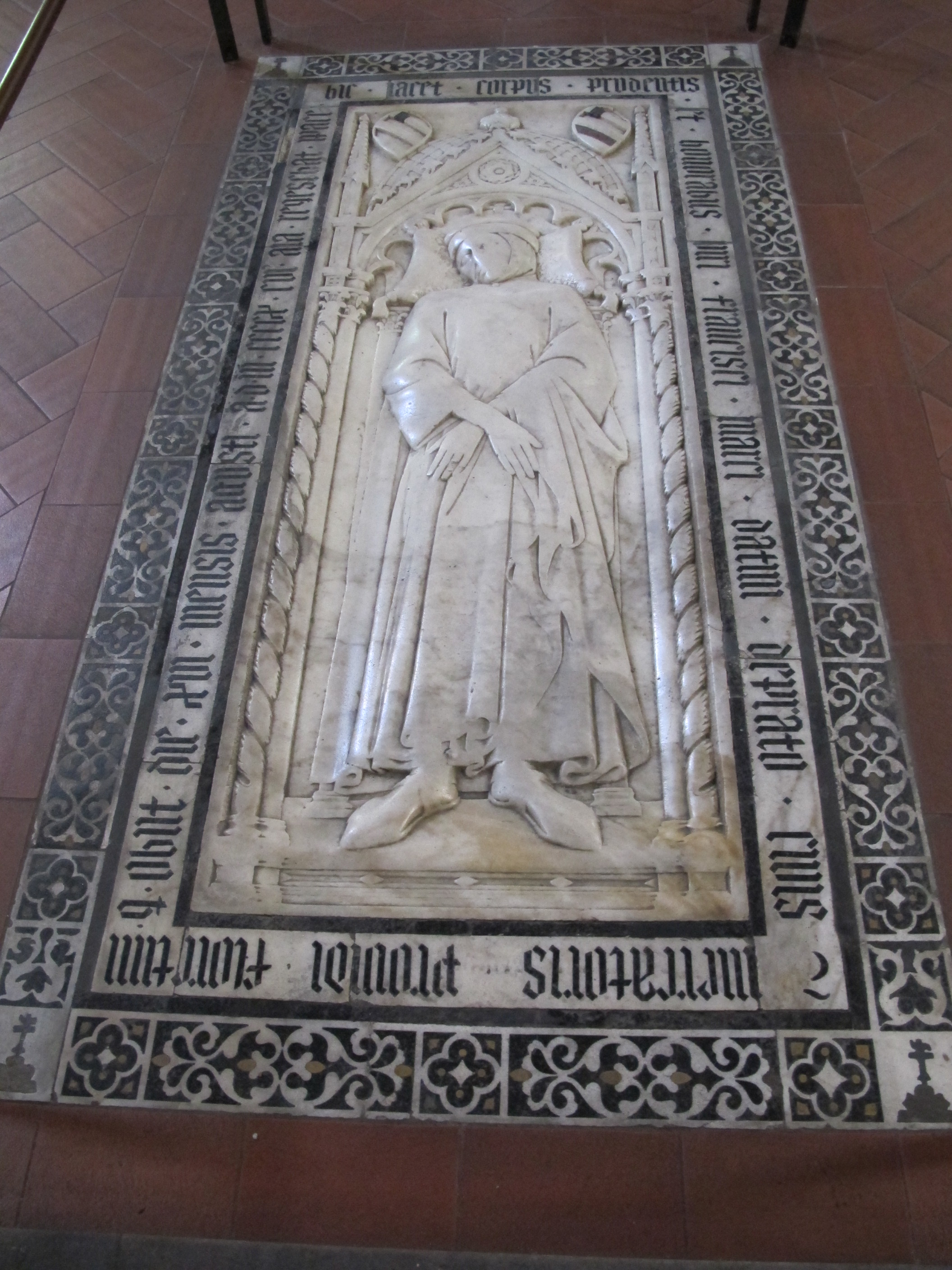
La tomba di Datini nella chiesa di San Francesco a Prato

Il padre di Francesco, Marco Datini, era un modesto oste, rimasto vittima della peste nel 1348, assieme alla moglie Vermiglia ed a due figli.
Francesco ed il fratello Stefano, gli unici sopravvissuti della famiglia, vennero accolti da una brava donna, Piera Boschetti, che li allevò.
Circa un anno dopo la morte del padre, Francesco andò a lavorare come garzone presso due mercanti di Firenze. Lì imparò i rudimenti del commercio. Sempre a bottega, ebbe modo di capire le possibilità che Avignone, allora sede del Papato, offriva alle persone ambiziose ed abili negli affari. A quindici anni, con in tasca i centocinquanta fiorini ricavati dalla vendita di un podere ereditato dal padre, si trasferì proprio nella città provenzale, che stava vivendo il suo periodo più fulgido.
Sul primo periodo vissuto ad Avignone non ci sono documenti, fino al 1363, quando risultava associato in posizione subordinata in alcune compagnie. Nel 1373 fondò un'azienda individuale facendo fortuna; nel 1376 sposò Margherita di Domenico di Donato Bandini, una giovanissima fiorentina: lui era quarantunenne e lei sedicenne.
Alla fine del 1382, dopo che nel 1378 la sede del papato era stata riportata a Roma, il Datini decise di rientrare in patria. Nel fortunato prosieguo delle sue molteplici attività mercantili furono molto utili i numerosi rapporti con mercati della Francia, del Mediterraneo e delle Fiandre.
Impiantò manifatture a Pisa, e poi a Prato, Genova, Barcellona, Valenza, Maiorca, occupandosi prevalentemente di produzione e commercio tessile. Lasciò in funzione anche la vecchia sede di Avignone. La direzione generale di tutto il sistema era a Firenze, dove nel 1398 fondò la Compagnia del banco, forse il primo esempio di un'azienda bancaria autonoma.
A Prato, dopo il suo ritorno, diede inizio alla costruzione di un palazzo, arricchendolo di affreschi commissionati ai migliori maestri di Firenze. Più tardi costruì anche una residenza extraurbana, la Villa del Palco.
Negli anni seguenti ricoprì anche incarichi pubblici nel Comune di Prato (Consigliere e poi Gonfaloniere di giustizia) anche se il Datini preferiva la cura degli affari che seguiva di persona. La sua ospitale residenza di Prato ricevette negli anni visite illustri, come Francesco Gonzaga, Leonardo Dandolo, ambasciatore di Venezia, e il re Luigi II d'Angiò, di passaggio a Prato, che gli concesse di fregiarsi del giglio di Francia nello stemma.
Francesco Datini morì, senza figli, il 16 agosto 1410, e lasciò tutti i suoi beni ai poveri istituendo, a tale scopo, il "Ceppo dei poveri". Venne sepolto nella chiesa di San Francesco a Prato, sotto una lastra tombale ancora esistente, opera dello scultore fiorentino Niccolò di Pietro Lamberti.

## Il Ceppo dei Poveri ed il suo lascito
Francesco Datini fece un primo testamento il 27 giugno 1410, lasciando erede per la metà l'Opera del Ceppo di Prato e per l'altra metà lo Spedale di Santa Maria Nuova di Firenze. Il 31 luglio dello stesso anno modificò il testamento, destinando la quasi totalità dei suoi beni ad una istituenda fondazione che avrebbe dovuto intitolarsi Ceppo dei poveri di Francesco di Marco, da gestirsi dal Comune di Prato e non dalla Chiesa.
La sua eredità era formata da capitale enorme, di circa centomila fiorini d'oro (oltre a 420 "ville"), con cui diede vita a una delle tre principali istituzioni ospitaliere cittadine, il Ceppo Vecchio, con il Ceppo Nuovo e l'ospedale di San Silvestro o di Dolce, risalenti pure a quegli anni. L'istituzione operò fino ai gravi saccheggi del Sacco di Prato (1512), finendo per essere abolita da Cosimo II de' Medici.
Una piccola parte dell'eredità Datini, mille fiorini, venne anche destinata per la creazione e per il sostentamento, tramite un vitalizio annuo, di un ospedale per gli orfani a Firenze, noto dalla sua fondazione come Spedale degli Innocenti. Si trattava di una istituzione che in Europa ancora non esisteva e che il Datini volle fosse realizzata in base ad una sua idea.

## Archivio Datini
Lo straordinario archivio di Datini venne murato in un pozzo di scale in disuso e ritrovato solo nel XIX secolo. Si trattò di una scoperta sensazionale, per la ricchezza, la completezza e lo stato di conservazione dell'archivio: lettere, documenti, libri contabili e vari oggetti della vita aziendale, tra cui uno dei più antichi esempi di campionario tessile. Esso rappresenta con i suoi centocinquantamila testi il più importante archivio mercantile medievale, fondamentale fonte di informazione sulla vita economica del Trecento, ed offre anche un interessante spaccato di vita del medioevo, grazie alle oltre duecentocinquanta lettere che si scambiarono Francesco e sua moglie Margherita durante i suoi lunghi periodi di assenza da casa.
Attualmente l'Archivio Datini, a Palazzo Datini, rappresenta uno dei nuclei storici dell'Archivio di Stato di Prato ivi costituito.

## Datini e l'arte
Diversamente da quanto si potrebbe credere, non sembra che il mercante Francesco Datini avesse un reale interesse per l'arte e doveva considerare i pittori che gli decoravano le pareti del palazzo che si era fatto costruire nel centro di Prato poco più che dei semplici imbianchini. La causa seguita al suo rifiuto di pagare la somma che egli considerava esorbitante a questi pittori rappresenta un po' il contraltare delle velleità del Cennini che vedeva nella pittura un'arte di dignità inferiore solo alla scienza. Di un artista Francesco Datini preferiva servirsi per procurarsi vino a Pistoia, provocando una risposta piena di rammarico. Questo artista era Arrigo di Niccolò e il Datini non mancò di utilizzarlo, successivamente e a più riprese, anche come pittore. Purtroppo, le sue opere documentate in San Francesco e in San Domenico a Prato non sono arrivate fino a noi e Arrigo è rimasto senza volto, artisticamente parlando, anche se non manca una possibilità di fare la sua conoscenza. Nell'agosto del 1410 egli si dichiara creditore verso il Ceppo, l'istituzione fondata per testamento dal mercante appena morto: 'dipinsi al Palcho uno tabernacolo in una chamera e armi, con cierti altri lavori, chome potete vedere. Viensi fiorini quindici'.
In una stanza rimaneggiata di quella che fu la casa di campagna di Francesco Datini, detta il Palco, esiste tuttora un tabernacolo con una 'Crocifissione', assai ben leggibile nonostante una grave lacuna. Esso è stato messo in rapporto col documento e considerato l'unica opera esistente di Arrigo di Niccolò. Questa conclusione è suggestiva e credibile, ma non manca di sollevare alcune perplessità che nascono soprattutto considerando il notevole livello qualitativo del piccolo affresco e la sua cultura legata non solo ad Agnolo Gaddi ma aggiornata anche alle soluzioni più sciolte ed eleganti che il giovane Lorenzo Monaco aveva proposto dei modi di Agnolo. In particolare, le figure esili ed allungate e la cromia fredda e trasparente sono chiaramente allineate sui risultati del monaco fiorentino precedenti alla sua svolta gotica del 1404. È la stessa cultura degli affreschi della cappella Manassei del Duomo di Prato, decorata con gli 'Evangelisti' nella volta, busti di 'Santi' nel sottarco d'ingresso e le 'Storie di San Iacopo e di Santa Margherita' sulle pareti laterali.

## Memoria

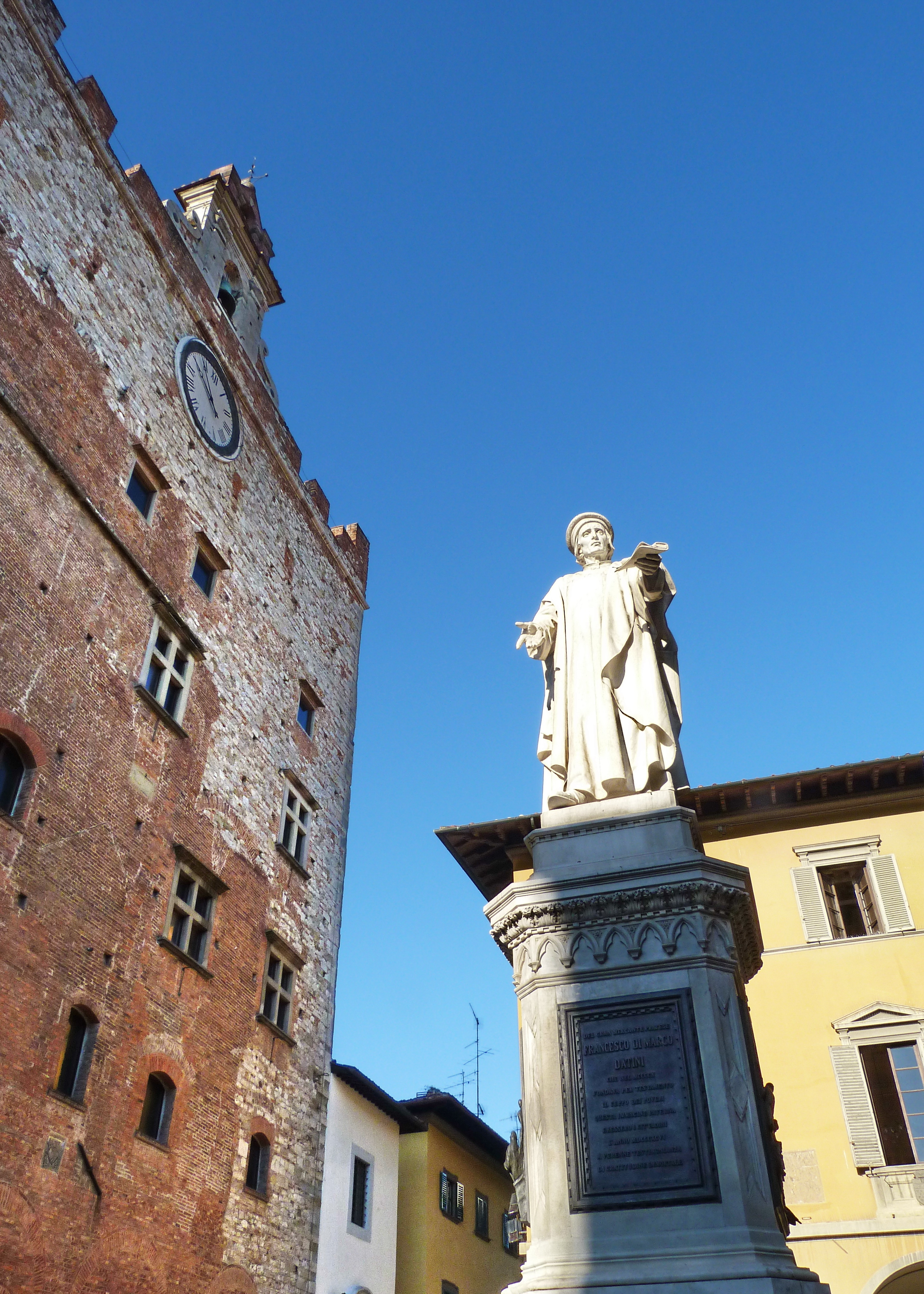
Antonio Garella, Monumento a Francesco Datini in piazza del Comune a Prato

A Francesco Datini nella provincia di Prato è dedicata una scuola intitolata "Istituto Professionale Statale Francesco Datini". Inoltre, in suo onore è intitolato un istituto internazionale di storia economica, provvisto di una biblioteca fornita di testi specialistici.
La sua statua opera di Antonio Garella ed eretta nel 1896 in piazza del Comune a Prato, secondo il comune sentire dei pratesi mostrerebbe nella mano sinistra le cambiali; un'altra interpretazione più benevola vuole che mostri piuttosto il suo benefico testamento di 70.000 fiorini a favore del Ceppo vecchio, pia istituzione dell'epoca a favore dei poveri.
A Datini viene attribuita la celebre frase:
...nel nome d'Iddio e del guadagno...